# Jake Nerwinski
Jake Nerwinski (Lawrenceville, 1994. október 17. –) amerikai labdarúgó, hátvéd.

## Pályafutása
Nerwinski a New Jersey állambeli Lawrenceville községben született.
2017-ben mutatkozott be a Vancouver Whitecaps első osztályban szereplő felnőtt keretében. Először a 2017. március 12-ei, San Jose Earthquakes ellen 3–2-re elveszett mérkőzésen lépett pályára. Első gólját 2019. augusztus 25-én, szintén a San Jose Earthquakes ellen idegenben 3–1-es vereséggel zárult találkozón szerezte meg. 2022. november 28-án kétéves szerződést kötött az újonnan alakult St. Louis City együttesével.

## Statisztikák
2024. augusztus 5. szerint
| Klub                | Szezon   | Osztály  | Bajnokság | Bajnokság | Kupa  | Kupa | Nemzetközi | Nemzetközi | Összesen | Összesen |
| Klub                | Szezon   | Osztály  | Meccs     | Gól       | Meccs | Gól  | Meccs      | Gól        | Meccs    | Gól      |
| ------------------- | -------- | -------- | --------- | --------- | ----- | ---- | ---------- | ---------- | -------- | -------- |
| Vancouver Whitecaps | 2017     | MLS      | 22        | 0         | 2     | 0    | 2          | 0          | 26       | 0        |
| Vancouver Whitecaps | 2018     | MLS      | 26        | 0         | 4     | 0    | —          | —          | 30       | 0        |
| Vancouver Whitecaps | 2019     | MLS      | 26        | 1         | 1     | 0    | —          | —          | 27       | 1        |
| Vancouver Whitecaps | 2020     | MLS      | 22        | 2         | 0     | 0    | —          | —          | 22       | 2        |
| Vancouver Whitecaps | 2021     | MLS      | 26        | 1         | 1     | 0    | —          | —          | 27       | 1        |
| Vancouver Whitecaps | 2022     | MLS      | 24        | 0         | 3     | 0    | —          | —          | 27       | 0        |
| St. Louis City      | 2023     | MLS      | 30        | 0         | 0     | 0    | 2          | 0          | 32       | 0        |
| St. Louis City      | 2024     | MLS      | 6         | 0         | 0     | 0    | 2          | 0          | 8        | 0        |
| Összesen            | Összesen | Összesen | 182       | 4         | 11    | 0    | 4          | 0          | 197      | 4        |

## Sikerei, díjai
Vancouver Whitecaps
- Kanadai Kupa
  - Győztes (1): 2022
  - Döntős (1): 2018